# Kronos (kwartalnik)
Kronos – polski kwartalnik kulturalno-filozoficzny. 
Ukazuje się od początku 2007 roku. Koncentruje się przede wszystkim na trzech polach problemowych: metafizyka, kultura, religia. W każdym numerze znajdują się następujące działy: Prezentacje w których umieszczane są przekłady ze światowej literatury filozoficznej; Eseje zawierają artykuły autorów współczesnych (polskich i obcojęzycznych); Archiwum filozofii polskiej przypomina prace filozofów polskich powstałe przed 1940 rokiem.
Pismo tworzą osoby związane z Instytutem Filozofii Uniwersytetu Warszawskiego, Polską Akademią Nauk, Uniwersytetem w Białymstoku oraz Szkołą Wyższą Psychologii Społecznej.

## Rada Redakcyjna
- Stanisław Pieróg (IF UW)
- Seweryn Blandzi (IFiS PAN)
- Marian Skrzypek (IFiS PAN)